# Друштул
Друштул (вариант Дуруштул) — упразднённое село в Агульском районе Дагестана (Россия).

## Географическое положение
Располагалось в 10 км к юго-востоку от районного центра села Тпиг в месте слияния рек Чирагчай и Футулусу.

## История
В XVIII—XIX веках село Дуруштул вместе с сёлами Гоа и Дулдуг входило в Гоинское сельское общество союза сельских обществ Агул-дере.
В 1964 году было принято решение о переселении 27 хозяйств колхоза имени ХХ Партсъезда села Друштул в совхоз имени К.Маркса Дербентского района и частично в совхоз имени Ильича того же района. В том же году вышло дополнение к постановлению, по которому все население должно было быть переселено в совхоз имени К.Маркса. Но в связи с не организованностью процесса переселения со стороны руководства Агульского района, этот процесс затянулся. И только в 1974 году последние 2 хозяйства села были переселены в совхоз. В настоящее время село нежилое. Сохранились руины села. 
В 2017 году на территории с. Дуруштул прошёл патриотический маджлис. В маджлисе принял участие руководитель отдела просвещения г. Дербент и Дербентского района К. Рамазанов, председатель Совета имамов Агульского района А. Гарунов и жители с. Хазар Дербентского района. Подобные мероприятия стали ежегодными.

## Население
| Год     | 1895 | 1908 | 1926 | 1939 | 1970 |
| ------- | ---- | ---- | ---- | ---- | ---- |
| человек | 371  | 378  | 372  | 523  | 68   |